# بيركتاريت ملك اللومبارد
بيركتاريت أو بيرثاري (توفي 688) كان ملك اللومبارد بين 661-662 للمرة الأولى ولاحقًا بين 671-688.